# カンナーヤーオ区
カンナーヤーオ区（カンナーヤーオく、タイ語: เขตคันนายาว）は、タイ王国バンコク都の行政区の一つ。
この行政区は、時計回りに、バーンケーン区、クローンサームワー区、ミンブリー区、サパーンスーン区、ブンクム区の5つの行政区に接している。

## 歴史
1997年10月14日にブンクム区から分離し、サパーンスーン区とともに1998年11月21日に区となった。

## 建物・施設等
- バーンチャン工業団地
- サイアム・パーク・シティ
- DON DON DONKI Fashion Island店(2023年10月20日オープン[1]